# Joseph Smagorinsky
Joseph Smagorinsky (29 janvier 1924 – 21 septembre 2005) est un physicien américain qui s'est illustré dans le domaine de la turbulence, de la météorologie dynamique et de la climatologie. Il est le premier directeur du laboratoire Geophysical Fluid Dynamics du National Oceanic and Atmospheric Administration.

## Biographie
Joseph Smagorinsky est le fils de Nathan Smagorinsky et de Dina Azaroff. Ils sont originaires de Gomel, dans l'actuelle république de Biélorussie et alors dans l’Empire russe, qu'ils quittent devant les menaces de pogroms. Trois fils sont nés à Gomel : Jacob (meurt en jeune âge), Samuel (né en 1903) et David (né en 1907). En 1913, les Smagorinsky arrivent à  Ellis Island et s'établissent dans le Lower East Side de Manhattan.
Joseph Smagorinsky obtient un diplôme de Bachelor of Science puis un PhD à l'Université de New York en 1953.
Il travaille pour l'Institute for Advanced Study à Princeton à l'invitation de Charney, ainsi qu'au Weather Bureau à Washington où il étend les modèles météorologiques à des variables telles que le vent, la couverture nuageuse, les précipitations, la pression atmosphérique, le rayonnement solaire et le rayonnement thermique de la Terre.
Avec l'avènement des ordinateurs dans les années 1950, Smagorinsky est l'un des pionniers de la prévision numérique du temps sur une période d'un ou deux jours sur. De 1955 à 1983, il est directeur fondateur de la Section de recherche de la circulation générale de la National Oceanic and Atmospheric Administration (en 1959 Laboratoire de recherche de la circulation générale, à partir de 1963 Geophysical Fluid Dynamics Laboratory, GFDL), sur le campus de l'Université de Princeton depuis 1968.
Il a été professeur de géologie et de géophysique à l'Université de Princeton.
Avec Syukuro Manabe et Kirk Brian, Smagorinsky a élaboré les premiers modèles décrivant le réchauffement climatique. Avec Norman A. Phillips, il a amélioré les modèles de prévision météorologique. Avec l'Organisation météorologique mondiale il a introduit les données satellitaires pour les prévisions météorologiques.
Il est à l'origine du traitement de la turbulence par la méthode de simulation des grandes échelles (en anglais large eddy simulation, LES).

## Distinctions
- Prix Clarence Leroy Meisinger de l'American Meteorological Society, 1967.
- Médaille Carl-Gustaf Rossby de l'American Meteorological Society, 1972.
- Prix de l'Organisation météorologique internationale (Organisation météorologique mondiale depuis 1951), 1974.
- Médaille d'or Buys Ballot de l'Académie royale néerlandaise des arts et des sciences, 1974.
- Prix Cleveland Abbe, 1980.
- Médaille d'or du Mémorial Symons de la Royal Meteorological Society, 1980.
- Prix de l'Organisation météorologique internationale (Organisation météorologique mondiale depuis 1951), 1988.
- Médaille Benjamin Franklin de l'Institut Franklin en géophysique, obtenue avec Norman A. Phillips en 2003.
- Médaille d'or du département du Commerce des États-Unis.
- Compagnon de l'Académie américaine des arts et des sciences[1].
- Membre du comité sur la pollution du President's Science Advisory Committee (en).
- Membre du comité sciences de l'atmosphère du Conseil national de la recherche des États-Unis.